# Zdenka Rusínová
Zdenka Rusínová (ur. 13 czerwca 1939 w Ostrawie) – czeska językoznawczyni, nauczycielka akademicka, profesor emerytowany na Uniwersytecie Masaryka w Brnie.

## Życiorys
Po zdaniu matury podjęła studia z zakresu języków czeskiego i rosyjskiego na Wydziale Filozoficznym Uniwersytetu Masaryka w Brnie (1956–1961). Po ukończeniu studiów pozostała na uczelni, początkowo piastując stanowisko asystenta, a później adiunkta. W 1967 r. uzyskała „mały doktorat” (PhDr.), a 1985 r. obroniła pracę kandydacką. W 1992 r. habilitowała się na podstawie pracy Aspekty české substantivní deklinace. W 1997 r. została mianowana profesorem języka czeskiego; w dalszym okresie pozostała związana z uczelnią jako profesor emerytowany. Od 1996 r. była kierownikiem wydziałowego Instytutu Języka Czeskiego; w latach 1994–1996 pełniła funkcję prodziekana wydziału.
Pracowała na różnych uczelniach, zarówno krajowych, jak i zagranicznych (na Wydziale Filozoficznym Uniwersytetu Śląskiego w Opawie, na Wydziale Filozoficznym Uniwersytetu Komeńskiego w Bratysławie; odbyła staże w Instytucie Slawistyki Wydziału Filozoficznego Uniwersytetu w Ratyzbonie, na uczelniach w Magdeburgu, Greifswaldu, Neapolu, Wrocławiu i w innych miastach). Przez dwadzieścia lat była lektorem języka czeskiego w Letniej Szkole Studiów Słowiańskich w Brnie.

## Działalność
Swoją działalność naukową rozpoczęła od badań dialektologicznych, zajmując się cechami fonetycznymi i morfologicznymi gwar na południe od Ostrawy. Jej prace badawcze w dużej mierze poświęcone są słowotwórstwu historycznemu języka czeskiego. Po serii badań dotyczących derywacji przysłówków wydała monografię Tvoření staročeských adverbií (1984).
Do głównych jej zainteresowań należą słowotwórstwo i morfologia współczesnej czeszczyzny. Autorka podręczników bohemistycznych przeznaczonych zarówno dla studentów czeskich, jak i obcokrajowców, w tym publikacji: Problémy současné české morfologie (1977), Tvoření slov v současné češtině (1980), Základní kurs češtiny pro cizince (1971) i Praktická cvičení z češtiny. Przyczyniła się do powstania rozdziału Morfologie (współautorstwo z Markiem Nekulą) we współredagowanej publikacji Příruční mluvnice češtiny (1995, 1996, 2000), która otrzymała nagrodę Rektora Uniwersytetu Masaryka. Autorka haseł w publikacji encyklopedycznej Encyklopedický slovník češtiny (2002), poruszających procesy derywacyjne w języku czeskim. Opracowała rozdział na temat słowotwórstwa do publikacji Kapitoly z dějin české językovědné bohemistiky, wydanej przez wydawnictwo Academia (2007).
Publikowała i wykładała w kraju i za granicą, m.in. na uniwersytetach w Bratysławie, Greifswaldzie, Magdeburgu i Neapolu. Członkini rad redakcyjnych różnych czasopism fachowych. Jej dorobek obejmuje materiały popularnonaukowe; współautorka publikacji O češtině každodenní (1984). Istotną część jej bibliografii tworzą publikacje poruszające problematykę normatywności i kultury językowej, w tym Spisovná a obecná čeština (1966).

## Wybrana twórczość
Publikacje książkowe
- O češtině každodenní, 1984
- Současná česká morfologie, 1993
- Příruční mluvnice češtiny, 1996 – współautorka
- Encyklopedický slovník češtiny, 2002 – współautorka
- Pokušení struktury, 2011

Opracowania, artykuły
- Tvoření slov v současné češtině, 1990
- Spisovná a obecná čeština, 1995
- Spisovnost a přirozenost v jazyce, 1996
- Deminutiva ve frazeologických přirovnáních, 1998
- Jak je to s obecností obecné češtiny, 2000
- Deminutivum jako językové universale, 2002
- Slovotvorná adaptace přejatých slov a její povaha, 2002